# Gosheim
Gosheim (im lokalen Dialekt: Gausa) ist eine Gemeinde im Landkreis Tuttlingen in Baden-Württemberg. Im Gemeindegebiet liegt der Gipfel des Lembergs, mit 1015,7 m ü. NHN der höchste Berg der Schwäbischen Alb. Gosheim ist die einwohnerstärkste Gemeinde des westlichen Teils des Heubergs.

## Geographie

### Geographische Lage

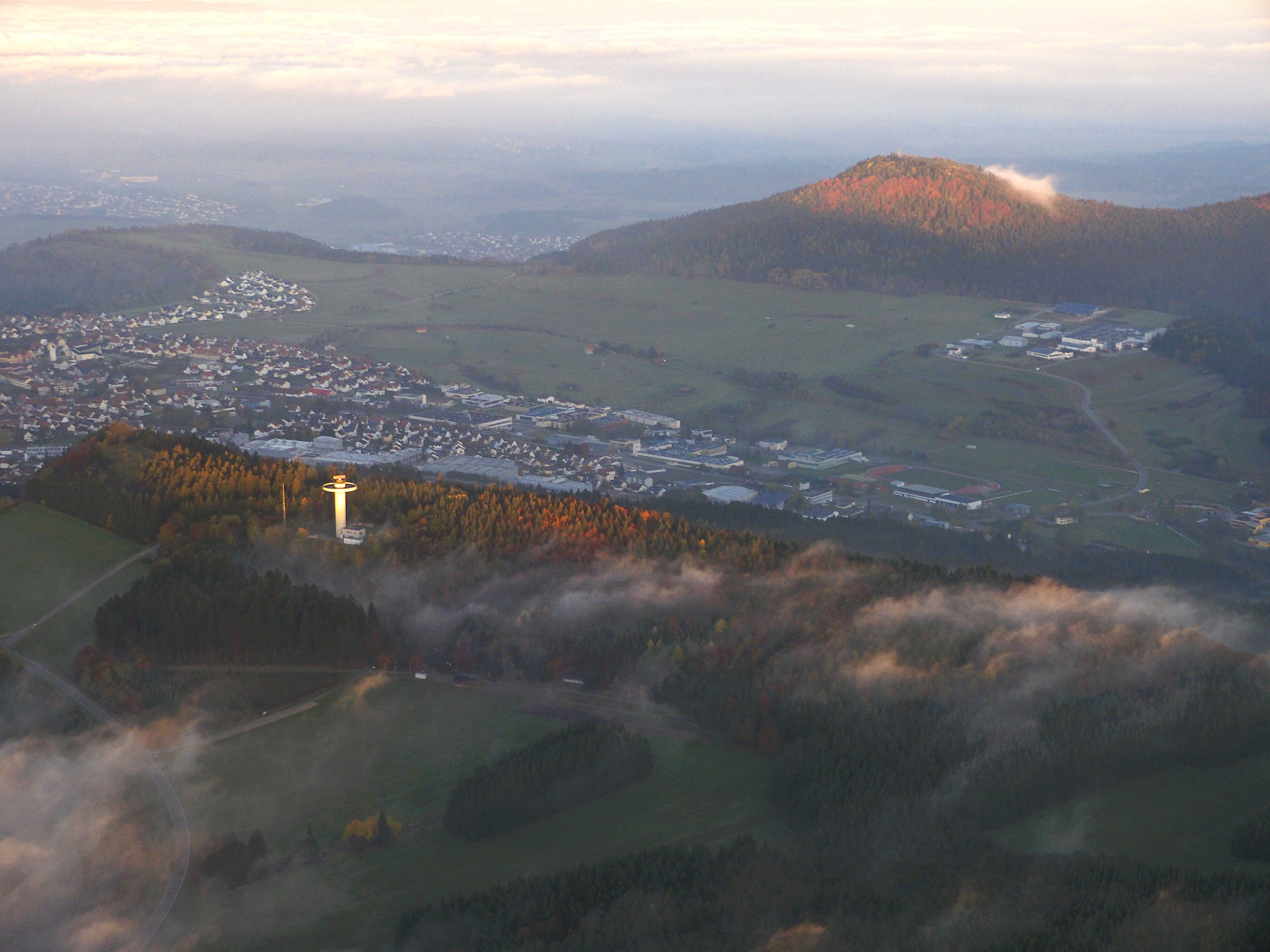
Gosheim mit Lemberg aus der Luft

Gosheim liegt am Fuße des Lembergs, mit 1015,7 m ü. NHN der höchste Berg der Schwäbischen Alb im „geköpften“ Hochtal der Unteren Bära auf über 800 m ü. NHN. Flankiert wird Gosheim im Norden von Lemberg und Hochberg (1011 m), im Südosten von Hochwald (1002 m) und Kehlen (1001 m). Richtung Westen endet das Hochtal jäh und fällt steil ins 200 bis 250 Meter tiefer gelegene Albvorland ab, die Gemarkungsgrenze der Gemeinde liegt hier direkt am Albtrauf. Gosheim wird dem Großen Heuberg zugerechnet. Die besondere Lage des Ortes führte zur Selbstbezeichnung als „Spitze der Alb“.

### Nachbargemeinden
Die Gemeinde grenzt im Norden an Deilingen, im Osten an Wehingen, im Südosten an Bubsheim und Böttingen, im Süden an Denkingen, im Westen an Frittlingen sowie Wellendingen im Landkreis Rottweil. Zusammen mit Wehingen erfüllt Gosheim die Funktion eines Mittelzentrums auf dem Großen Heuberg.

### Gemeindegliederung
Zur Gemeinde Gosheim gehören das Dorf Gosheim und das Gehöft Aumühle.

### Schutzgebiete
In Gosheim liegt das Landschaftsschutzgebiet Albtrauf zwischen Balgheim und Gosheim mit Dreifaltigkeitsberg, Klippeneck und Lemberg. Gosheim hat zudem Anteil am FFH-Gebiet Großer Heuberg und Donautal sowie am Vogelschutzgebiet Südwestalb und Oberes Donautal. Darüber hinaus gehört Gosheim zum Naturpark Obere Donau.

## Geschichte

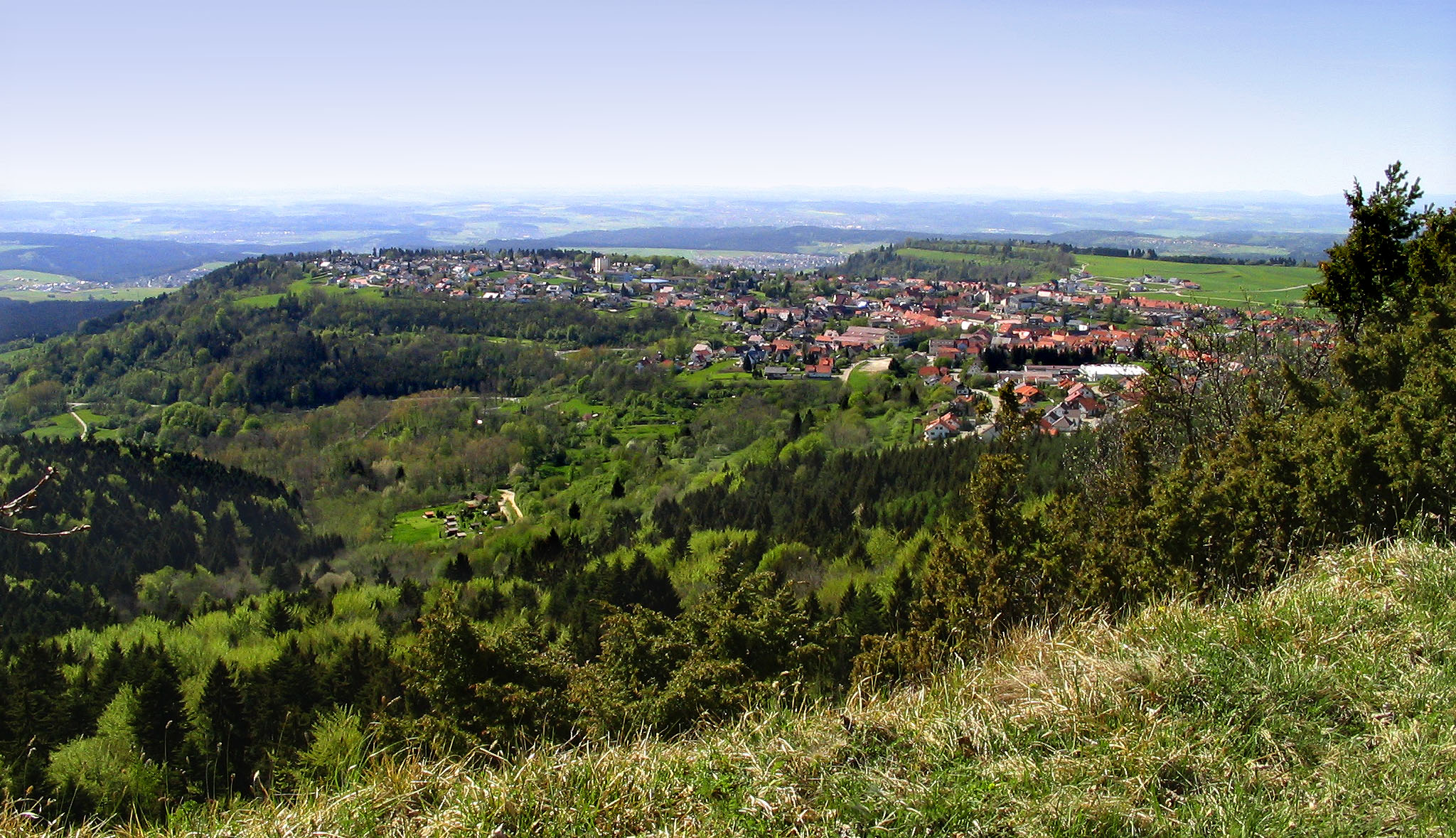
Blick vom Kehlengipfel (1001 m) in Richtung Nordwesten auf Gosheim, das sich in halber Höhenlage am Albtrauf befindet. Von Gosheim nach rechts verläuft das sogenannte „geköpfte Tal“ der Unteren Bära. Es erstreckte sich vor Jahrmillionen deutlich weiter nach Nordwesten (im Bild nach links und nach hinten). Durch rückschreitende Erosion durch das aggressivere Neckarsystem hat sich der Albtrauf immer weiter nach Südosten zurückgezogen. So kommt es, dass Gosheim gleichzeitig in einem Tal und auf dem Albtrauf liegt.

### Vorgeschichte
Bereits aus der Hallstattzeit sind Siedlungsreste nachgewiesen.

### Mittelalter
Gosheim wurde erstmals 1295 in einer Urkunde des Grafen Albrecht von Hohenberg als Gossheim erwähnt. Die Vogtei des Dorfes gehörte zur Burg Wehingen und mit dieser ab 1351 zu den schwäbischen Vorlanden des Hauses Habsburg.

### Neuzeit
Von Vorderösterreich ging das Dorf 1805 an Württemberg über, welches 1806 zum Königreich erhoben wurde. Von 1806 bis 1938 gehörte Gosheim zum Oberamt Spaichingen. Bei der Kreisreform während der NS-Zeit in Württemberg gelangte der Ort 1938 zum Landkreis Tuttlingen.
Während des Zweiten Weltkriegs wurden am 22. Februar 1945 gegen 14 Uhr Bomben von englischen Flugzeugen auf Gosheims Markung abgeworfen. Sie fielen ins Wiesental, auf Jamit, Täli und den Sturmbühl. Die Bomben sollten die Heubergbahn, die damalige Bahnlinie, zerstören. Getroffen hat jedoch keine. Die Bombenkrater hatten fünf bis sechs Meter Tiefe und einen Durchmesser von zehn bis zwölf Meter. Pro Bombe wurden 150–200 m³ Boden und Gestein aufgeworfen und zerstreut. Selbst heute sind noch Spuren davon zu finden. Es wird vermutet, dass im Wiesental noch drei Blindgänger liegen.
Nach dem Zweiten Weltkrieg wurde Gosheim Teil der Französischen Besatzungszone und kam somit zum Land Württemberg-Hohenzollern, welches 1952 im neuen Bundesland Baden-Württemberg aufging.
In den Nachkriegsjahren siedelten sich zahlreiche deutschstämmige Flüchtlinge aus Jugoslawien an, was der damals noch kleinen Industrie zugutekam, die bald rapide expandierte. Ab circa 1970 wurde der zunehmende Bedarf an Arbeitskräften durch zugezogene ausländische Einwohner gedeckt, zu Beginn vor allem aus Italien.
Gegen Ende des 20. Jahrhunderts wurden die meisten industriellen Betriebe aus dem Gosheimer Ortskern an den Ortsrand ausgelagert. Die benötigten Flächen wurden zwischen dem Verlauf der ehemaligen Bahnlinie und der Egartensiedlung und auf dem Sturmbühl erschlossen.

## Politik

### Verwaltungsverband
Gosheim gehört dem Gemeindeverwaltungsverband Heuberg an, der seinen Sitz im benachbarten Wehingen hat.

### Bürgermeister
Im Dezember 2010 wurde Bernd Haller für eine dritte Amtszeit wiedergewählt, aktueller Bürgermeister ist seit 2019 André Kielack.

### Gemeinderat
Der Gemeinderat in Gosheim besteht aus den gewählten 14 ehrenamtlichen Gemeinderäten und dem Bürgermeister als Vorsitzenden. Der Bürgermeister ist im Gemeinderat stimmberechtigt. 
Die Kommunalwahl am 9. Juni 2024 führte bei einer Wahlbeteiligung von 55,25 % (2019: 52,3 %) zu folgendem Endergebnis.
| CDU                     | 33,48 %, 5 Sitze – 2019: 40,7 %, 6 Sitze |
| Pro Gosheim             | 45,47 %, 6 Sitze – 2019: 40,3 %, 5 Sitze |
| Freie Wählervereinigung | 21,04 %, 3 Sitze – 2019: 19,0 %, 3 Sitze |

### Wappen

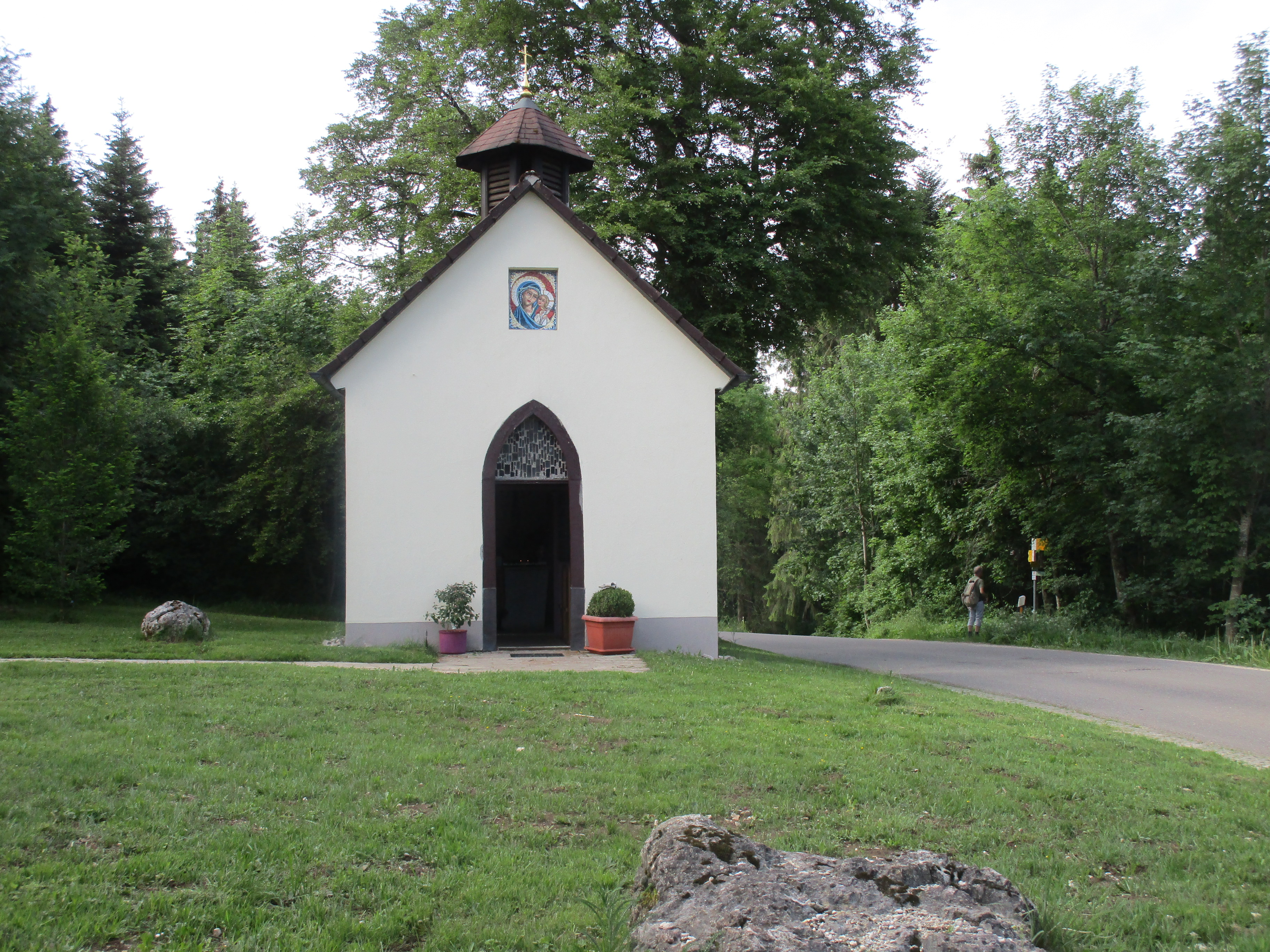
Quirinskapelle auf einer Höhe von 987 Metern

|  | Blasonierung: „In rot einen silbernen Pfahl, belegt mit einer roten Hand, die einen roten Schwurstab hält.“ |
|  | |

## Kultur und Sehenswürdigkeiten
Die Kommune ist dem Tourismusverband „Donaubergland“ angeschlossen.

### Bauwerke
Oberhalb von Gosheim liegt südöstlich im Wald in einer Höhe von 987 m ü. NHN die 1858 entstandene Quirinskapelle.

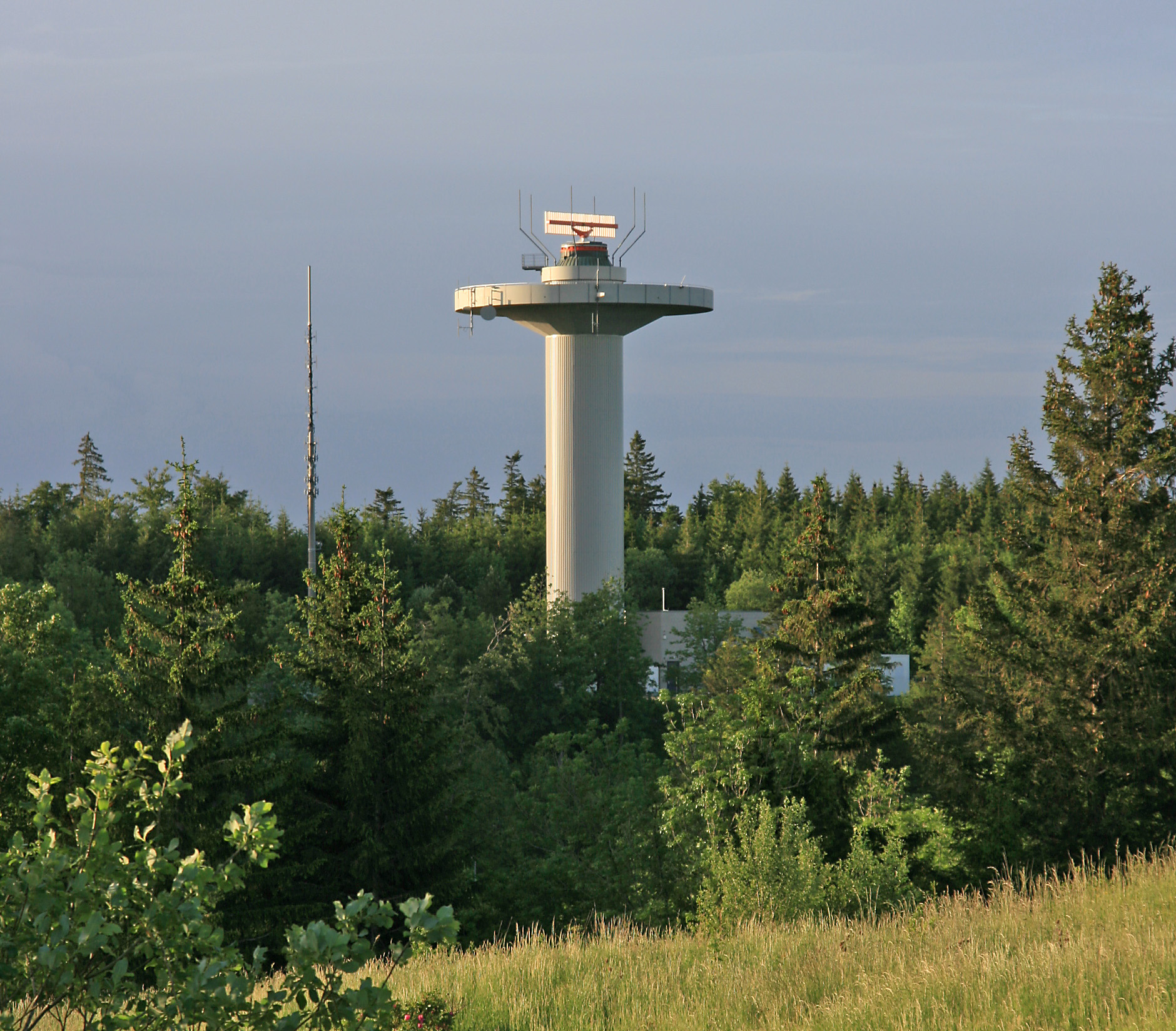
Der Radarturm auf dem Hochwald

In 1000 m ü. NHN liegt im Walddistrikt Nack eine 50 Meter hohe Radaranlage der deutschen Flugsicherung (DFS). Die Anlage wurde 1973/74 erbaut und 1975 von der Bundesanstalt für Flugsicherung in Betrieb genommen. Der ursprünglich weiß-rote Kranz aus 19 × 6 Metern großen Parabolspiegeln (Primärradar) ist etwas höher als die Aussichtsplattform des Lembergs. Seit dem 1. Januar 1994 ist die Radaranlage im Besitz der Deutschen Flugsicherung GmbH. Im September 1998 wurde sie durch einen neueren und kleineren Sekundärradar ersetzt. Von dieser Anlage wird der Luftraum in einem Radius von 270 Kilometern überwacht. Die Radardaten werden automatisch an die Fluglotsen in Stuttgart, Karlsruhe, Zürich, Frankfurt, München, Friedrichshafen sowie bis Ende 2013 an den inzwischen verkleinerten Luftwaffenstützpunkt in Meßstetten übertragen.

### Freizeit und Sport
Gosheim besitzt ein gut ausgebautes Spazier- und Wanderwegnetz sowie gespurte Loipen und einen Skihang im Winter. Die größte Freizeiteinrichtung ist das Jurabad, ein Hallenbad mit angeschlossener Sauna und Turnhalle. Tennisspielen lässt sich in der 1988 erbauten Dreifeld-Tennishalle des Tennisclubs Heuberg. Der Fußballverein SV Gosheim spielt derzeit in der Kreisliga B2 (2023). Auch gibt es einen Musikverein sowie einen Gesangverein.
Außerdem gibt es in Gosheim ein Biathlonzentrum. Die rund zwei Kilometer lange Biathlonstrecke umkreist den Radarturm auf einer durchschnittlichen Meereshöhe von etwa 1000 m. Der Gosheimer Skiclub SC Gosheim hat viele Talente hervorgebracht, zum Beispiel Simone Hauswald und Kathrin Hitzer.

## Wirtschaft und Infrastruktur

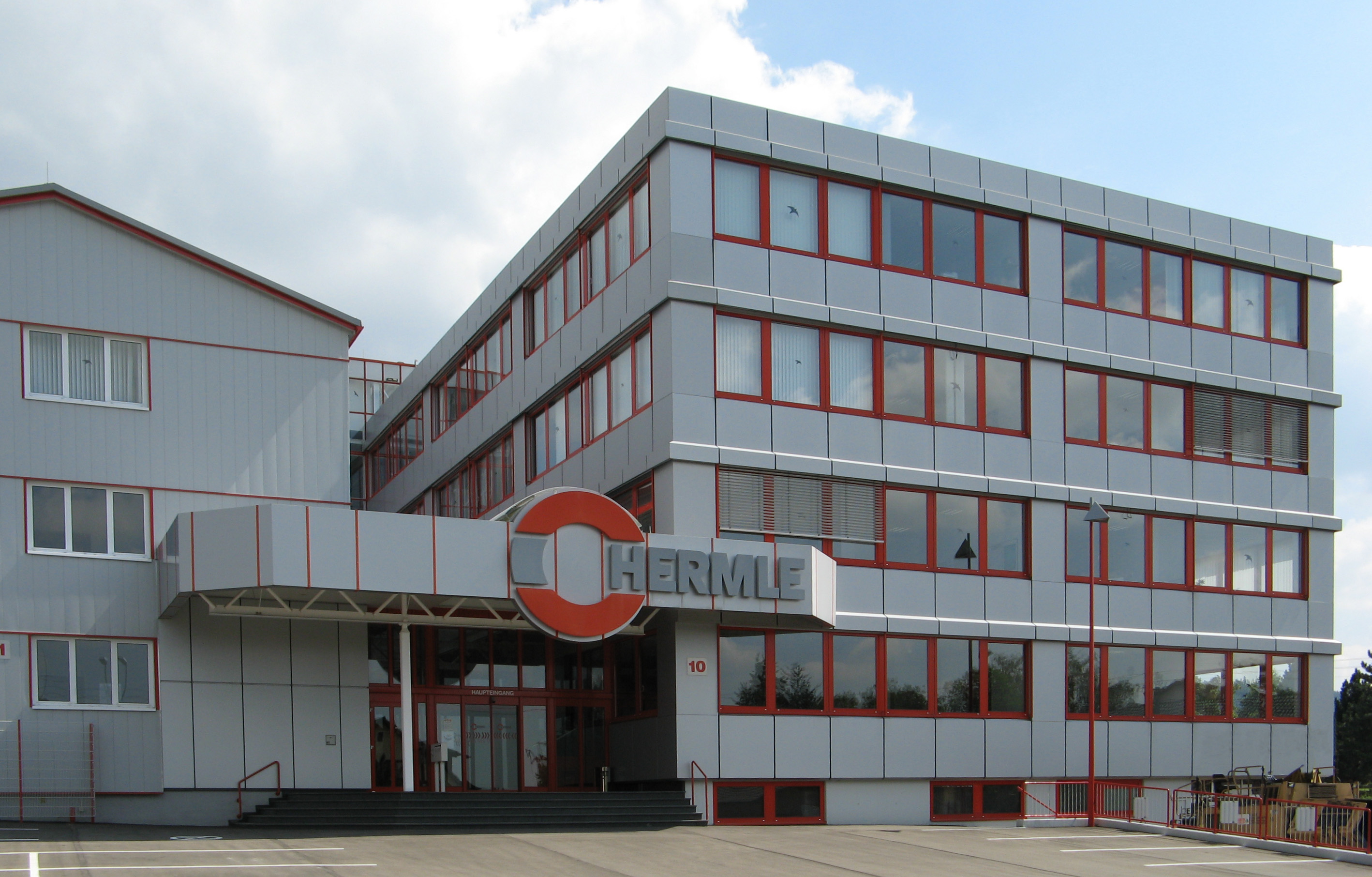
Hauptgebäude der Hermle AG

Gosheim ist geprägt von zahlreichen kleinen und mittelständischen Industriebetrieben (vor allem metallverarbeitende Industrie, Drehteile, Uhren) mit rund 2500 Arbeitsplätzen.
Bei einer Einwohnerzahl von ca. 3800 bedeutet dies, dass zahlreiche Pendler täglich nach Gosheim fahren. Das börsennotierte Unternehmen Hermle AG hat seinen Sitz in Gosheim.

### Verkehr
Durch Gosheim verläuft als Landes-Radfernweg der Schwäbische-Alb-Radweg. Er führt über die ganze Schwäbische Alb vom Bodensee nach Donauwörth. Er verläuft dabei von Tuttlingen über den Mühlheimer Ortsteil Stetten und über Böttingen nach Gosheim und weiter über Wehingen und Schömberg nach Balingen.

### Bildung
- Realschule Gosheim-Wehingen mit über 520 Schülern in 18 Klassen
- Gymnasium Gosheim-Wehingen mit 306 Schülern in 12 Klassen
- Juraschule (Grund- und Hauptschule)
- Lembergschule (Förderschule)

## Söhne und Töchter der Gemeinde
- Leo Weber (1928–2019), römisch-katholischer Ordenspriester sowie Kirchen- und Kunsthistoriker
- Johannes Heimrath (* 1953), Publizist, Unternehmer, Musiker und Umweltaktivist
- Klaus Krämer (* 1964), Filmregisseur und Drehbuchautor